# Ptericoptus griseolus
Ptericoptus griseolus là một loài bọ cánh cứng trong họ Cerambycidae.